# Ashford, Alabama
Ashford là một thị trấn thuộc quận Houston, tiểu bang Alabama, Hoa Kỳ. Dân số năm 2009 là 2100 người, mật độ đạt 129 người/km².